# Olympische Zwischenspiele 1906/Gewichtheben
| Gewichtheben bei den Olympischen Zwischenspielen | Gewichtheben bei den Olympischen Zwischenspielen |
| Olympische Ringe · Gewichtheben                  | Olympische Ringe · Gewichtheben                  |
| Informationen                                    | Informationen                                    |
| ------------------------------------------------ | ------------------------------------------------ |
| Teilnehmer:                                      | 13 Athleten                                      |
| Datum:                                           | 25. April–26. April                              |
| Wettkampfort:                                    | Athen                                            |
| Entscheidungen:                                  | 2                                                |
| Olympische Ringe                                 | Gewichtheben                                     |

| Olympische Zwischenspiele 1906 (Medaillenspiegel Gewichtheben) | Olympische Zwischenspiele 1906 (Medaillenspiegel Gewichtheben) | Olympische Zwischenspiele 1906 (Medaillenspiegel Gewichtheben) | Olympische Zwischenspiele 1906 (Medaillenspiegel Gewichtheben) | Olympische Zwischenspiele 1906 (Medaillenspiegel Gewichtheben) | Olympische Zwischenspiele 1906 (Medaillenspiegel Gewichtheben) |
| Platz                                                          | Mannschaft                                                     | Goldmedaillen                                                  | Silbermedaillen                                                | Bronzemedaillen                                                | Total                                                          |
| -------------------------------------------------------------- | -------------------------------------------------------------- | -------------------------------------------------------------- | -------------------------------------------------------------- | -------------------------------------------------------------- | -------------------------------------------------------------- |
| 01                                                             | Österreich                                                     | 1                                                              | 1                                                              | —                                                              | 2                                                              |
| 02                                                             | Griechenland                                                   | 1                                                              | —                                                              | —                                                              | 1                                                              |
| 03                                                             | Königreich Italien                                             | —                                                              | 1                                                              | —                                                              | 1                                                              |
| 04                                                             | Deutsches Reich                                                | —                                                              | —                                                              | 3                                                              | 3                                                              |
| 05                                                             | Frankreich                                                     | —                                                              | —                                                              | 1                                                              | 1                                                              |

Bei den Olympischen Zwischenspielen 1906 in Athen wurden 2 Wettbewerbe im  Gewichtheben ausgetragen. Das Gewichtheben war gemäß dem offiziellen Programm eingebettet in die übergeordnete Sportart Athletik, in der auch Steinstoßen, Tauziehen und Tauhangeln sowie die heutigen Sportarten Leichtathletik und Ringen vereint waren.

## Männer

### Einarmig, links und rechts
| Platz | Land | Athlet                | Siege               |
| ----- | ---- | --------------------- | ------------------- |
| 1     | AUT  | Josef Steinbach       | 73,75 kg (76,55 kg) |
| 2     | ITA  | Tullio Camillotti     | 73,75 kg (73,75 kg) |
| 3     | GER  | Heinrich Schneidereit | 70,75 kg (73,75 kg) |

Es wurde mit dem rechten und dem linken Arm einzeln gestemmt und das Gesamtgewicht gemittelt. Bei Gleichstand entschied das höhere Gewicht mit einem Arm (Klammerwert).

### Beidarmig

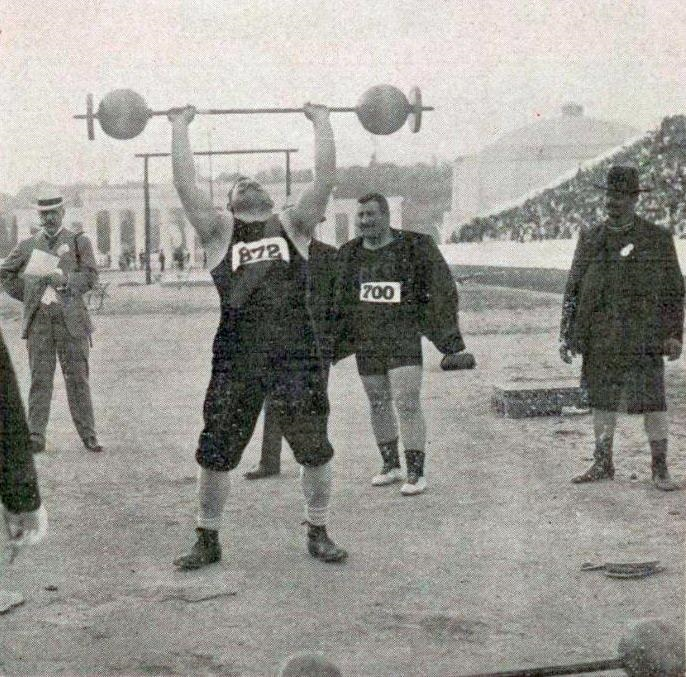
Der Grieche Dimitrios Tofalos siegte im beidarmigen Heben.

| Platz | Land | Athlet                | Siege    |
| ----- | ---- | --------------------- | -------- |
| 1     | GRE  | Dimitrios Tofalos     | 142,5 kg |
| 2     | AUT  | Josef Steinbach       | 136,5 kg |
| 3     | GER  | Heinrich Rondi        | 129,5 kg |
| 3     | GER  | Heinrich Schneidereit | 129,5 kg |
| 3     | FRA  | Alexandre Maspoli     | 129,5 kg |